# Rio Água Domingos
O Rio Água Domingos é um curso de água do arquipélago de São Tomé e Príncipe, localizado no distrito de Lembá, ilha de São Tomé, corre para Oeste até encontrar o mar onde deságua na Praia da Moça, depois de atravessar as localidades de Santa Jenny, de Santa Jenny de Quatro Caminhos.